# П'єзометричний рівень
П'єзометричний рівень (рос. пьезометрический уровень, англ. piezometric surface; нім. Piezometerstand m, Standrohrspiegel m) – рівень підземних вод, який встановлюється в свердловинах при розкритті напірних вод.

## Інтернет-ресурси
- piezometric surface
- Piezometric Surface